# John Thomas Eggleston
John Thomas „Jack“ Eggleston (* 9. Dezember 1988 in Noblesville, Indiana) ist ein ehemaliger US-amerikanischer Basketballspieler. Eggleston ist 2,03 Meter groß und spielte auf der Position des Power Forward.

## Laufbahn
John Thomas Eggleston, dessen Vater Basketballspieler am Dartmouth College war, spielte an der St. Thomas Aquinas High School, bevor er auf die University of Pennsylvania wechselte. In der Basketballmannschaft der „Quakers“ wurde Eggleston schnell zum Leistungsträger. In seinem Abschlussjahr erzielte der Power Forward 13,2 Punkte pro Spiel und konnte sich 8,0 Rebounds je Begegnung sichern. Er verließ die Hochschule 2011 und kam am Ende auf 1248 erzielte Punkte in der NCAA Division I Basketball Championship (17. Platz der ewigen Bestenliste der University of Pennsylvania).
Im August 2011 gaben die Bayer Giants Leverkusen die Verpflichtung von Eggleston bekannt. Trainer Achim Kuczmann war im Sommer nach drei Jahren bei den Giants Düsseldorf nach Leverkusen zurückgekehrt und wollte den Basketball-Rekordmeister in der ProB wieder auf Kurs bringen. Kuczmann begründete die Verpflichtung Egglestons mit den Worten, „dass dieser der perfekte Allrounder für seine Mannschaft sei“.
In seiner ersten Spielzeit für die Leverkusener hatte Eggleston immer wieder mit Blessuren zu kämpfen. Jedoch hatte der Amerikaner am Ende der Saison entscheidenden Anteil am Klassenerhalt der Bayer Giants. In der ProB-Abstiegsrunde gegen den VfB Gießen kam Eggleston in drei Spielen auf einen Punkteschnitt von 27,0 Zählern je Partie. Die Leistungssteigerung am Ende der Saison 2011/12 kam zum richtigen Zeitpunkt, denn die Verantwortlichen der Rheinländer boten daraufhin Eggleston eine Vertragsverlängerung an. Ende Juli 2012 unterschrieb er sein neues Arbeitspapier bei den ehemaligen „Riesen vom Rhein“.
Sein absoluter Durchbruch in der ProB gelang John Eggleston in der Saison 2012/13 an der Seite des Guards Josh Parker. Die beiden US-Amerikaner trugen die Bayer Giants Leverkusen bis ins Finale der ProB-Playoffs, in dem sie den großen Rivalen, die Schwelmer Baskets bezwangen und die Meisterschaft erringen konnten. Ein sehr gutes Spiel zeigte Eggleston in der Playoff Partie gegen die BSW Sixers am 31. März 2013. Dort kam er auf ein Triple-double (zweistellig in drei positiven statistischen Kategorien), mit 16 Punkten, 18 Rebounds und 10 Assists. Er beendete die Spielzeit 2012/13 mit 15,3 Punkten pro Spiel und 12,8 Rebounds pro Spiel im Schnitt.
Nach einigen Monaten der Finanzierung gelang es den Bayer Giants Leverkusen den Aufstieg in die ProA wahrzunehmen. Eggleston nahm daraufhin das Angebot seines bisherigen Arbeitgebers wahr und heuerte ein weiteres Mal in Leverkusen an. Er ging drei Jahre für die Giants auf Korbjagd und war ein Leistungsträger der „Giganten“.
Am 31. August 2014 gab der USC Heidelberg (MLP Academics Heidelberg) bekannt, dass Eggleston in der kommenden Saison für die Baden-Württemberger spielen wird. Für die Heidelberger war Eggleston in allen 30 Hauptrundenspielen aktiv und kam im Schnitt auf 9,0 Punkte pro Spiel und sicherte sich 5,4 Rebounds pro Spielrunde. Erstmals gelang ihm auf ProA-Ebene der Einzug in die Playoffs allerdings unterlag man dort glatt mit 0:3 dem späteren Aufsteiger, den Gießen 46ers.
Von Heidelberg aus wechselte er im Sommer 2015 in die 1. Liga Tschechiens zu Ústí nad Labem. Dort wurde der US-Amerikaner allerdings nicht glücklich und schloss sich im November 2015 dem Bundesliga-Absteiger Gladiators Trier in der ProA an. Bei den Moselanern spielte er bis zum Ende des Spieljahres 2016/17. Eggleston ging in sein Heimatland zurück und wurde dort beruflich im Finanzwesen, dann für eine Wirtschaftsprüfungsgesellschaft tätig.

## Verschiedenes
John Thomas Eggleston wird nur mit „Jack“ angeredet. Diesen Spitznamen trägt der Amerikaner bereits seit frühester Kindheit.
In der Smidt-Arena wurde Eggleston stets mit „Mr. Double-Double“ (siehe Double-double) angekündigt.
Eggleston ist Fan der Indiana Pacers.